# 小行星7537
小行星7537（英語：7537 Solvay）是一颗围绕太阳公转的小行星。1996年4月17日，艾瑞克·怀特·埃尔斯特在拉西拉天文台发现了此天体。
这颗小行星的绝对星等为317.6301899727524等。